# Creugas annamae
Creugas annamae is een spinnensoort uit de familie van de loopspinnen (Corinnidae).
De wetenschappelijke naam van de soort werd in 1940 als Corinna annamae gepubliceerd door Willis John Gertsch & Louie Irby Davis.